# Юганов, Фёдор Андреевич
Фёдор Андреевич Юганов (1825—1898) — русский военачальник, донской казак, генерал-майор.

## Биография

Могила в Новочеркасске

Родился 23 февраля 1825 года в семье протоиерея. Старший брат Юганова Николая Андреевича.
Окончил класс Донских урядников. Военную службу начал в 1841 году казаком в Донской конной батарее № 4 — хорунжий, сотник, затем есаул (с 1843 по 1852 годы). С 1854 по 1857 годы служил в батареях № 1 и № 4. Участвовал в подавлении венгерского мятежа 1849 года и Крымской войне 1853—1856 годов. За отличие по службе в 1859 году был произведён в войсковые старшины, в 1862 года имел чин подполковника. Участник Польской кампании 1863—1864 годов — будучи командиром Донской конной батареи № 10, за отличие в деле близ деревни Рудки в марте 1863 года был награждён орденом Св. Анны 3 степени с мечом и бантом.
Произведён в полковники в 1867 году. В 1870—1873 годах Юганов был командиром Донского казачьего полка № 12. В 1879 −1890 годах был атаманом 3-го, затем 5-го отдела Войска Донского. В 1880 году за отличие по службе был произведён в генерал-майоры (Выс. пр. 26.02.1880). В 1890 году по семейным обстоятельствам вышел в отставку с мундиром.
Умер 24 июля 1898 года, похоронен в Новочеркасске вместе с женой — Югановой Прасковьей Ивановной.

## Награды
- Награждён орденами Св. Анны 1-й, 2-й и 3-й степеней (с мечами и бантом), Св. Станислава 1-й, 2-й и 3-й степеней (с императорской короной), Св. Владимира 3-й и 4-й степеней, а также медалями, среди которых Серебряная медаль за усмирение Венгрии и Трансильвании и бронзовая медаль в память Польской кампании 1863—1864 годов.